# Epipremnum amplissimum
Epipremnum amplissimum és una espècie de planta amb flors del gènere Epipremnum i de la família de les aràcies (Araceae).

## Descripció

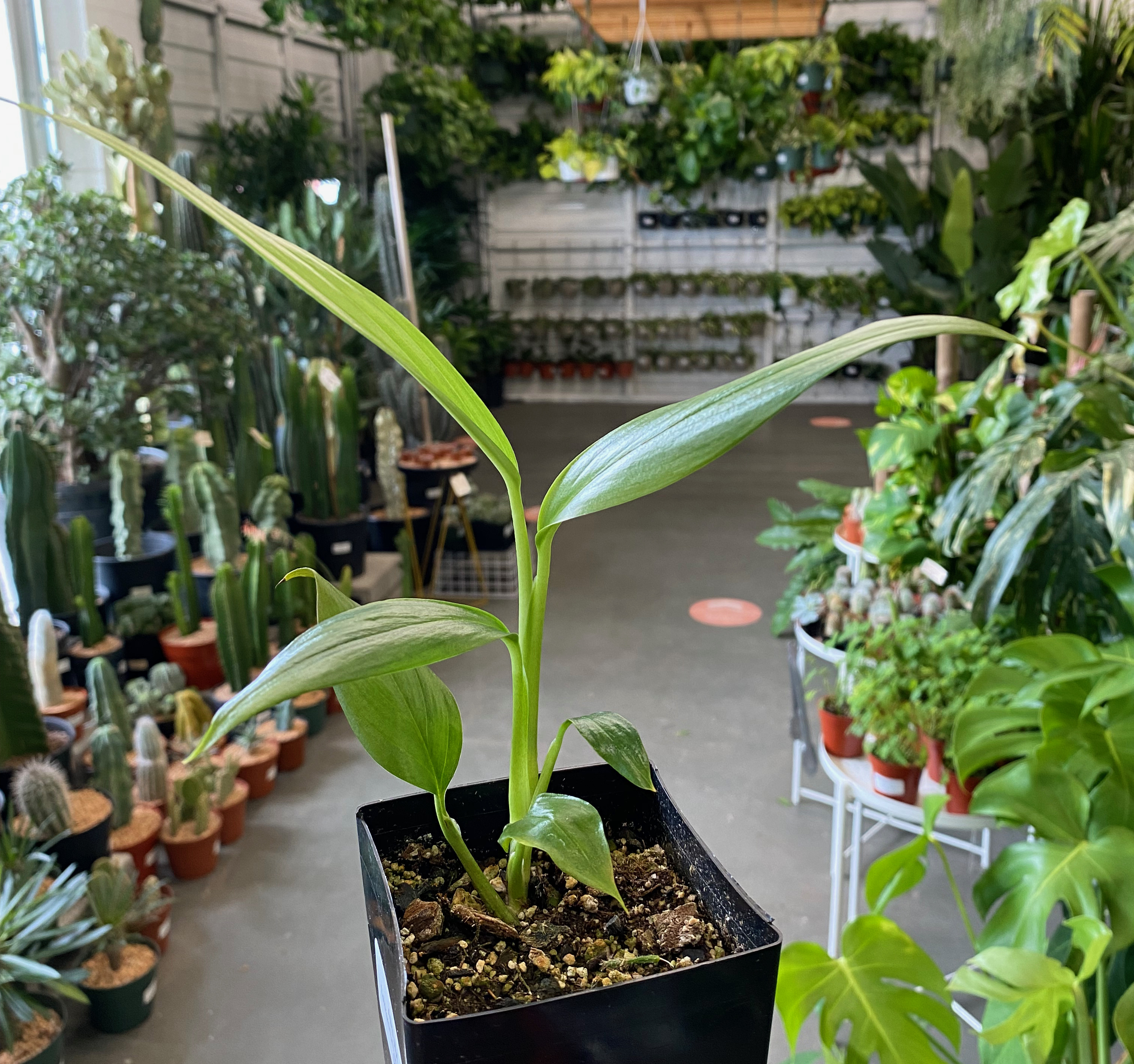
E. amplissimum juvenil en test com a planta d'interior

Igual que el més comunament conegut Epipremnum aureum (Pothos), és una enfiladissa de fulla perenne que generalment es troba en un arbre com epífita. A diferència de les fenestracions de Epipremnum pinnatum, aquesta espècie no desenvolupa formes de fulles dramàticament noves en enfilar-se, i el fullatge jove té una forma el·líptica estreta i després augmenta en llarg i ample a mesura que creix. La planta es manté amb més freqüència en cultiu en el seu estat juvenil, on pot tenir una variegació de color blau-gris que desapareix amb la maduresa.

## Distribució i hàbitat
Epipremnum amplissimum originària del sud-est asiàtic, des de Nova Guinea fins a Vanuatu inclòs el nord d'Austràlia.
En el seu hàbitat creix principalment al bioma tropical humit, als aiguamolls de les selves tropicals exuberants, on s'enfila als arbres, s'aferra a ells amb les seves arrels aèries.

## Taxonomia
Epipremnum amplissimum va ser descrita per Heinrich Gustav Adolf Engler i publicat a Botanische Jahrbücher für Systematik, Pflanzengeschichte und Pflanzengeographie 1: 182, a l'any 1881.
Etimologia
Epipremnum: nom genèric de dues paraules gregues ἐπί (damunt) i πρέμνον (soca).
amplissimum: epítet llatí que significa molt gran, molt ampli.